# Les Bréviaires
Les Bréviaires est une commune française située dans le département des Yvelines en région Île-de-France.

## Géographie

### Situation
La commune des Bréviaires qui est une fraction de la plaine de Rambouillet, se présente comme un vaste plateau de 1 995 hectares qui se termine en pente très rapide à la limite avec Saint-Rémy-l'Honoré et en pente plus douce vers les Mesnuls et Saint-Léger-en-Yvelines.

### Hydrographie
Les étangs de Hollande, d'origine artificielle, occupent une surface de 61 ha.

### Communes limitrophes
|                         | Les Mesnuls    | Saint-Rémy-l'Honoré   |
| Saint-Léger-en-Yvelines | Les Bréviaires | Les Essarts-le-Roi    |
| Poigny-la-Forêt         | Rambouillet    | Le Perray-en-Yvelines |

### Transports et voies de communications

#### Réseau routier
La route départementale 191, entre Les Mesnuls au nord et Les Essarts-le-Roi au sud-est, traverse le nord du territoire communal, à proximité du lieu-dit des Petites Yvelines. Deux départementales se croisent dans le centre village, la route départementale 60 qui relie cette RD 191 au centre du village et  la route départementale 61 qui relie  Saint-Léger-en-Yvelines au nord-ouest au Perray-en-Yvelines puis Bullion au sud-est.

#### Desserte ferroviaire
La gare SNCF la plus proche est la gare du Perray.

#### Bus
La commune est desservie par les lignes 19, 39 et 79 du réseau de bus Centre et Sud Yvelines.

### Climat
Pour des articles plus généraux, voir Climat de l'Île-de-France et Climat des Yvelines.
En 2010, le climat de la commune est de type climat océanique dégradé des plaines du Centre et du Nord, selon une étude du CNRS s'appuyant sur une série de données couvrant la période 1971-2000. En 2020, Météo-France publie une typologie des climats de la France métropolitaine dans laquelle la commune est dans une zone de transition entre le climat océanique et le climat océanique altéré et est dans la région climatique Sud-ouest du bassin Parisien, caractérisée par une faible pluviométrie, notamment au printemps (120 à 150 mm) et un hiver froid (3,5 °C).
Pour la période 1971-2000, la température annuelle moyenne est de 10,6 °C, avec une amplitude thermique annuelle de 14,7 °C. Le cumul annuel moyen de précipitations est de 661 mm, avec 10,6 jours de précipitations en janvier et 7,9 jours en juillet. Pour la période 1991-2020, la température moyenne annuelle observée sur la station météorologique la plus proche, située sur la commune de Saint-Léger-en-Yvelines à 4 km à vol d'oiseau, est de 11,0 °C et le cumul annuel moyen de précipitations est de 706,3 mm,. Pour l'avenir, les paramètres climatiques de la commune estimés pour 2050 selon différents scénarios d'émission de gaz à effet de serre sont consultables sur un site dédié publié par Météo-France en novembre 2022.
| Mois                                  | jan.           | fév.           | mars           | avril         | mai             | juin          | jui.          | août          | sep.          | oct.            | nov.             | déc.             | année      |
| ------------------------------------- | -------------- | -------------- | -------------- | ------------- | --------------- | ------------- | ------------- | ------------- | ------------- | --------------- | ---------------- | ---------------- | ---------- |
| Température minimale moyenne (°C)     | 1,3            | 1,2            | 2,8            | 4,7           | 8               | 11            | 12,7          | 12,6          | 9,9           | 7,6             | 4                | 1,7              | 6,5        |
| Température moyenne (°C)              | 4              | 4,6            | 7,4            | 10,2          | 13,5            | 16,8          | 18,8          | 18,7          | 15,4          | 11,7            | 7,1              | 4,3              | 11         |
| Température maximale moyenne (°C)     | 6,8            | 8,1            | 12,1           | 15,7          | 19              | 22,5          | 24,8          | 24,8          | 20,9          | 15,8            | 10,3             | 6,9              | 15,6       |
| Record de froid (°C) date du record   | −14,2 08.01.10 | −12,9 07.02.12 | −11,8 01.03.05 | −5,3 06.04.21 | −1,2 07.05.1997 | 1,9 04.06.01  | 5,4 07.07.20  | 4 26.08.1993  | 1,2 30.09.18  | −4,2 30.10.1997 | −10,6 24.11.1998 | −11,5 29.12.1996 | −14,2 2010 |
| Record de chaleur (°C) date du record | 15,3 27.01.03  | 20,3 27.02.19  | 25,4 31.03.21  | 28,7 20.04.18 | 30,4 28.05.17   | 35,5 18.06.22 | 41,9 25.07.19 | 39,9 06.08.03 | 35,3 09.09.23 | 28,8 02.10.23   | 20,8 01.11.15    | 17,8 07.12.00    | 41,9 2019  |
| Précipitations (mm)                   | 58,2           | 49,8           | 49,5           | 51,3          | 73,6            | 56,6          | 53,8          | 60,3          | 51,4          | 63,5            | 63,7             | 74,6             | 706,3      |

## Urbanisme

### Typologie
Au 1er janvier 2024, Les Bréviaires est catégorisée bourg rural, selon la nouvelle grille communale de densité à sept niveaux définie par l'Insee en 2022.
Elle est située hors unité urbaine. Par ailleurs la commune fait partie de l'aire d'attraction de Paris, dont elle est une commune de la couronne,. Cette aire regroupe 1 929 communes,.

### Occupation des sols détaillée
Le tableau ci-dessous présente l' occupation des sols de la commune en 2018, telle qu'elle ressort de la base de données européenne d’occupation biophysique des sols Corine Land Cover (CLC).
| Type d’occupation                                                                   | Pourcentage | Superficie (en hectares) |
| ----------------------------------------------------------------------------------- | ----------- | ------------------------ |
| Tissu urbain discontinu                                                             | 3,0 %       | 60                       |
| Terres arables hors périmètres d'irrigation                                         | 22,1 %      | 437                      |
| Prairies et autres surfaces toujours en herbe                                       | 14,4 %      | 285                      |
| Systèmes culturaux et parcellaires complexes                                        | 2,0 %       | 41                       |
| Surfaces essentiellement agricoles interrompues par des espaces naturels importants | 3,4 %       | 154                      |
| Forêts de feuillus                                                                  | 53,2 %      | 1053                     |
| Forêts de conifères                                                                 | 2,0 %       | 41                       |
| Forêt et végétation arbustive en mutation                                           | 0,05 %      | 1                        |
| Plans d'eau                                                                         | 3,1 %       | 61                       |
| Source : Corine Land Cover                                                          |             |                          |

### Occupation des solssimplifiée
Le territoire de la commune se compose en 2017 de 93,4 % d'espaces agricoles, forestiers et naturels, 3,04 % d'espaces ouverts artificialisés et 3,56 % d'espaces construits artificialisés.

### Hameaux de la commune
Le village des Bréviaires d’aujourd’hui est constitué de plusieurs hameaux, anciens fiefs d’hier : le Matz, Vilpert, Corbet, Villarceau, la Renardière, Hollande, la Mare, la Grange du Bois, la Grainèterie, les Petites Yvelines.

## Toponymie
En 1351 : Breverie.
Le nom de la localité est attesté sous les formes Brogarias en 768(Brogae est un mot gaulois qui signifie « champs, terre »), les Bruieres vers 1250, uvreriae au XIIIe siècle, en latin de Brueriis vers 1320.
Les Bréviaires, la forme actuelle qui n'apparaît qu'au XVIIe siècle, sont des "bruyères".
Bruyère issu du bas latin brucaria a pris dans les divers dialectes de France toutes sortes de formes.

## Histoire
La commune des Bréviaires apparaît dans les textes et pour la première fois dans le testament de Pépin le Bref (768) qui donne à l’abbaye de Saint-Denis la forêt d’Yveline avec ce qu’elle comporte de maisons, de terres, bois, champs, troupeaux et habitants. Le village est nommé dans ce texte Brogarias. Or Brogae est un mot gaulois qui signifiait « champs, terre ».
En 1177, Louis VII donne aux moines de Saint-Augustin de l’abbaye de Clairefontaine, le territoire des Bréviaires rattaché à la châtellenie de Saint-Léger. La commune des Bréviaires à cette époque possède déjà une église sous le vocable de Saint-Sulpice. Dans les textes latins nous lisons Beveris. À partir de cette date et jusqu'à la Révolution l’abbé (de Clairefontaine) présente le prieur–curé (des Bréviaires) à la nomination de l’évêque de Chartres. Ce même évêque de Chartres, Aubry Le Cornu, en 1242 sépare la paroisse de la Villeneuve-du-Perré de celle des Bréviaires qui dépend dès lors de Montfort car en 1204 Philippe-Auguste avait échangé l'Yveline contre la forêt de Breteuil à Amicie de Leycester, femme de Simon III de Montfort.
L’histoire des Bréviaires est alors étroitement liée à celle de Montfort du XIIIe au XVe siècle. C’est ainsi qu’en juillet 1267, Robert et Béatrice, comte et comtesse de Montfort donnent à leur cousin Guillaume de Beaumont, la seigneurie des Bréviaires. Ce dernier devient par ce fait le premier seigneur des Bréviaires.
En 1341, quand le comté de Montfort est rattaché au duché de Bretagne, le village des Bréviaires fait partie de la châtellenie de Rochefort.
Au cours des siècles suivants et, en particulier, après la guerre de Cent Ans, des contestations apparurent lors des successions successives de la seigneurie. En 1492, Aubert de Saint-Germain vend la seigneurie des Bréviaires à Charles d’Angennes, alors seigneur de Rambouillet. Dès lors et jusqu'à la Révolution la commune fera partie du domaine de Rambouillet.
Sous le règne de Louis XIV entre 1683 et 1685, les Bréviaires se trouvent bouleversés par l’aménagement, créé par le maréchal Vauban, du système d’adduction d’eau de Versailles nécessitant le creusement de nombreuses « rigoles » pour alimenter la chaîne des étangs de Saint-Hubert à Hollande. L’assainissement de la terre qui en résulte favorise la culture. La paroisse disparaît lors de la Révolution et son curé Jean-Batiste Poncelet est emprisonné à Versailles en 1794.
Pendant la Première Guerre mondiale, le comte Félix-Nicolas Potocki ouvrira une annexe de son hôpital militaire auxiliaire no 292 du Perray dans la « maison de santé » de Mme Antoine-May, déléguée par l’Association des Dames Françaises, aux Bréviaires. On y soignait les soldats blessés ou malades, évacués du front.

### Liste des maires
| Période                                  | Période  | Identité         | Étiquette | Qualité |
| ---------------------------------------- | -------- | ---------------- | --------- | ------- |
| Les données manquantes sont à compléter. |          |                  |           |         |
| mars 2001                                | 2020     | Yves Maury       |           |         |
| 2020                                     | En cours | Jacques Formenty |           |         |

## Population et société

### Démographie

#### Évolution démographique
L'évolution du nombre d'habitants est connue à travers les recensements de la population effectués dans la commune depuis 1793. Pour les communes de moins de 10 000 habitants, une enquête de recensement portant sur toute la population est réalisée tous les cinq ans, les populations de référence des années intermédiaires étant quant à elles estimées par interpolation ou extrapolation. Pour la commune, le premier recensement exhaustif entrant dans le cadre du nouveau dispositif a été réalisé en 2004.

En 2022, la commune comptait 1 326 habitants, en évolution de +9,14 % par rapport à 2016 (Yvelines : +2,72 %, France hors Mayotte : +2,11 %).
| 1793 | 1800 | 1806 | 1821 | 1831 | 1836 | 1841 | 1846 | 1851 |
| ---- | ---- | ---- | ---- | ---- | ---- | ---- | ---- | ---- |
| 355  | 259  | 355  | 286  | 352  | 350  | 314  | 346  | 364  |

| 1856 | 1861 | 1866 | 1872 | 1876 | 1881 | 1886 | 1891 | 1896 |
| ---- | ---- | ---- | ---- | ---- | ---- | ---- | ---- | ---- |
| 362  | 365  | 335  | 360  | 380  | 359  | 346  | 354  | 356  |

| 1901 | 1906 | 1911 | 1921 | 1926 | 1931 | 1936 | 1946 | 1954 |
| ---- | ---- | ---- | ---- | ---- | ---- | ---- | ---- | ---- |
| 331  | 326  | 337  | 314  | 324  | 355  | 360  | 376  | 347  |

| 1962 | 1968 | 1975 | 1982 | 1990 | 1999  | 2004 | 2006 | 2009  |
| ---- | ---- | ---- | ---- | ---- | ----- | ---- | ---- | ----- |
| 311  | 305  | 432  | 621  | 903  | 1 024 | 986  | 969  | 1 227 |

| 2014  | 2019  | 2022  | - | - | - | - | - | - |
| ----- | ----- | ----- | - | - | - | - | - | - |
| 1 261 | 1 305 | 1 326 | - | - | - | - | - | - |

#### Pyramide des âges
En 2018, le taux de personnes d'un âge inférieur à 30 ans s'élève à 31,5 %, soit en dessous de la moyenne départementale (38,0 %). À l'inverse, le taux de personnes d'âge supérieur à 60 ans est de 24,1 % la même année, alors qu'il est de 21,7 % au niveau départemental.
En 2018, la commune comptait 660 hommes pour 615 femmes, soit un taux de 51,76 % d'hommes, largement supérieur au taux départemental (48,68 %).
Les pyramides des âges de la commune et du département s'établissent comme suit.
| Hommes | Classe d’âge | Femmes |
| ------ | ------------ | ------ |
| 0,3    | 90 ou +      | 1,1    |
| 4,7    | 75-89 ans    | 4,5    |
| 18,9   | 60-74 ans    | 18,8   |
| 28,0   | 45-59 ans    | 25,3   |
| 17,9   | 30-44 ans    | 17,3   |
| 14,1   | 15-29 ans    | 14,6   |
| 16,1   | 0-14 ans     | 18,4   |

| Hommes | Classe d’âge | Femmes |
| ------ | ------------ | ------ |
| 0,6    | 90 ou +      | 1,4    |
| 6      | 75-89 ans    | 7,8    |
| 13,5   | 60-74 ans    | 14,8   |
| 20,7   | 45-59 ans    | 20,1   |
| 19,6   | 30-44 ans    | 19,9   |
| 18,5   | 15-29 ans    | 16,8   |
| 21,2   | 0-14 ans     | 19,2   |

### Enseignement
Une seule école regroupant les classes élémentaires et primaires.

## Économie
La ville abrite un haras national.

## Culture locale et patrimoine

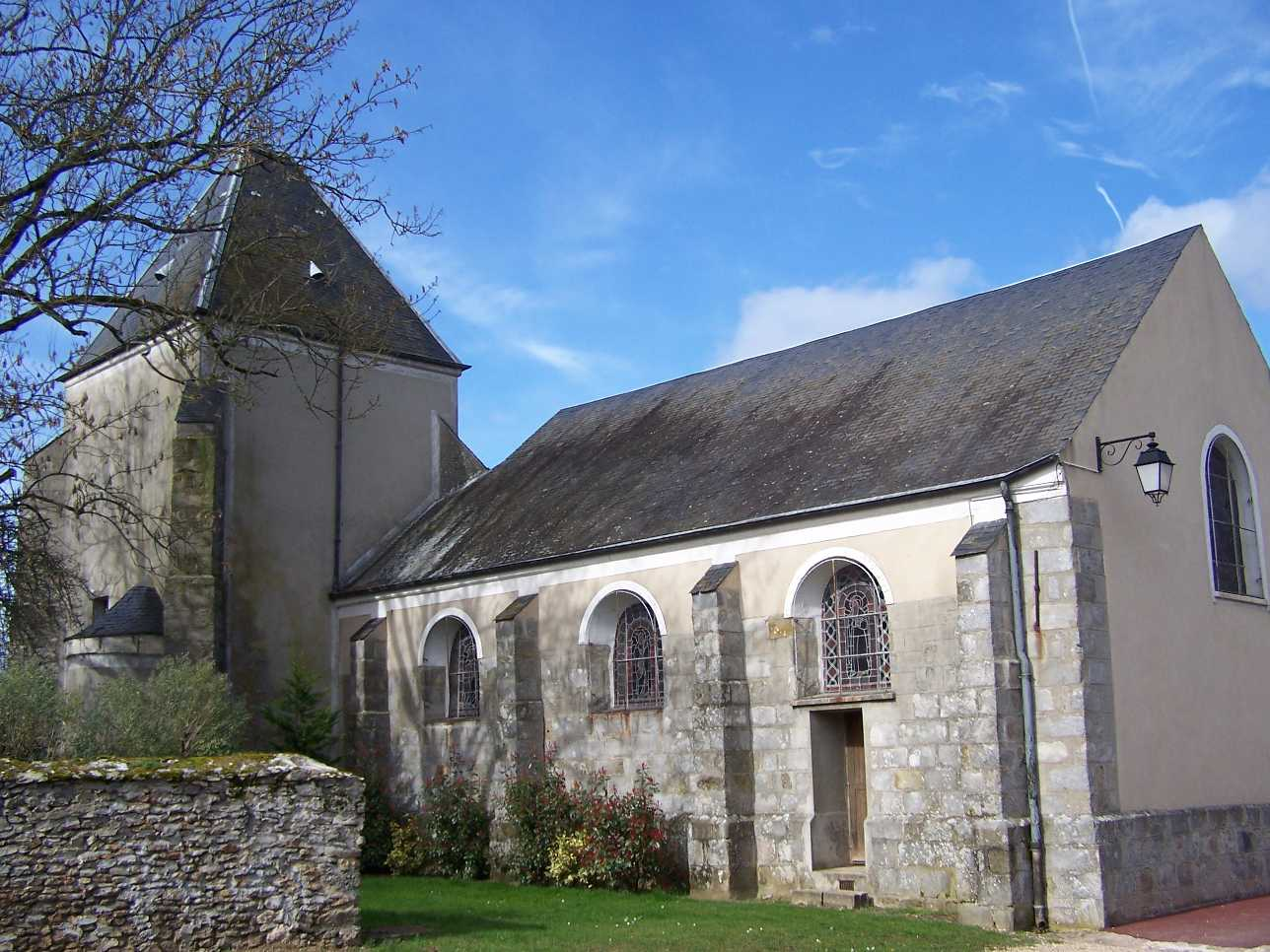
L'église Saint-Antoine.

### Lieux et monuments
- Église Saint-Antoine : un premier édifice dédié à saint Sulpice fut construit en 1555 comprenant une grange dîmière et une cure à l'usage du prieur qui fut reconstruite au cours de la deuxième moitié du XVIIIe siècle. L'ensemble fut vendu en 1826 et la commune s'en porta acquéreur en 1832 pour la reconstruire, savoir supprimer le chœur et le vaisseau nord en 1845 et aménager le logis et les dépendances en 1848 à l'usage de mairie, école et presbytère. En 1904, municipalité, corps enseignant et écoliers furent déménagés dans le bâtiment encore en usage aujourd'hui, de l'autre côté de la rue principale.
- Le château des Bréviaires qui fut détruit entre 1750 et 1775 a été remplacé, vers la fin du XIXe siècle, par un château édifié à un autre emplacement dans son parc.
- Le château de la Mare, construit entre 1750 et 1800 a été détruit au début du XXe siècle et les dépendances servent aujourd'hui de haras national.
- Les étangs de Hollande, site naturel.
- Ancienne station de communication dans la forêt [24],[25].

### Héraldique
| Blason de Les Bréviaires | Blason  | Tiercé en pairle, au premier de gueules à un cheval sellé d'or, au second d'azur, à quatre burelles ondées d'argent, au troisième d'or à un poisson, une crosse et un lis de jardin tous d'argent, posés en pal et rangés en bande, le lis feuillé et tigé de sinople. |
| Blason de Les Bréviaires | Détails | Le statut officiel du blason reste à déterminer. |